# Bjørg Riiser-Larsen
Bjørg Riiser-Larsen, född 28 september 1916 i Horten, död 13 augusti 2000 i Oslo, var en norsk skådespelare. Hon spelade bland annat vid Det Nye Teater på 1930- och 1940-talen, och hade en handfull filmroller.

## Filmografi
Efter Internet Movie Database:
- 1940 – Vildmarkens sång
- 1941 – Hansen og Hansen
- 1942 – Den farlige leken
- 1943 – Vigdis
- 1949 – Kärlek blir din död